# شو جینگ چنگ
شو جینگ چنگ (انگلیسی: Xu Jingcheng؛ 1845 – ۲۸ ژوئیهٔ ۱۹۰۰) یک دیپلمات و سیاستمدار اهل دودمان چینگ بود. او از حامیان اصلاحات صدروزه بود. او به کشورهای فرانسه، بلژیک، ایتالیا، روسیه، اتریش، آلمان و هلند فرستاده شد و نقش مهمی در بهبود روابط دودمان چینگ با دنیا، به روز کردن راه‌آهن کشور و خدمات عمومی به مردم داشت.